# Secretaría de Energía (México)
La Secretaría de Energía (SENER) es una de las veintiún secretarías de Estado que, junto con la Consejería Jurídica del Ejecutivo Federal y la Agencia de Transformación Digital y Telecomunicaciones, conforman el gabinete legal del presidente de México. Es el despacho del poder ejecutivo federal con funciones de ministerio de Energía, es decir, se encarga de la administración, regulación y fomento de los recursos energéticos del país.
Es la encargada de diseñar, planear, ejecutar y coordinar las políticas públicas en la administración y regulación de los recursos energéticos y mineros del país. Lo anterior incluye vigilar que la política energética se conduzca con apego a la protección del medio ambiente y el desarrollo sostenible; administrar los recursos naturales energéticos que la Constitución considera propiedad de la nación y que son estratégicos para la economía del país; otorgar y revocar concesiones a particulares para la explotación de los recursos energéticos; y encabezar los consejos de administración de Petróleos Mexicanos y Comisión Federal de Electricidad.

## Logotipos

Logotipo durante la presidencia de Felipe Calderón (2006-2012)
Logotipo durante la presidencia de Enrique Peña Nieto (2012-2018)
Logotipo durante la presidencia de Andrés Manuel López Obrador (2018-2024)
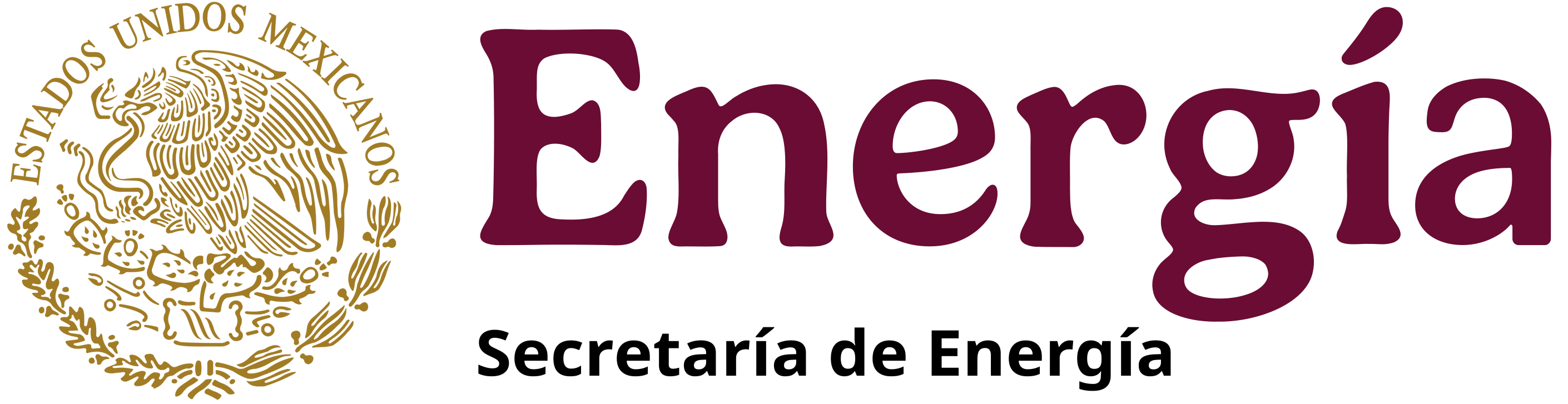
Logotipo durante la presidencia de Claudia Sheinbaum (desde 2024)

## Historia
Desde su creación el 7 de diciembre de 1946 con la denominación de Secretaría de Bienes Nacionales e Inspección Administrativa la secretaría ha tenido los siguientes cambios de denominación:
- (1946 - 1958): Secretaría de Bienes Nacionales e Inspección Administrativa
- (1958 - 1976): Secretaría del Patrimonio Nacional (SEPANAL)
- (1976 - 1982): Secretaría de Patrimonio y Fomento Industrial (SEPAFIN)
- (1982 - 1994): Secretaría de Energía, Minas e Industria Paraestatal (SEMIP)
- (1994 - ): Secretaría de Energía. (SENER; Energía)

## Funciones
- Conducir la política energética del país.
- Ejercer los derechos de la nación en materia de petróleo y todos los carburos de hidrógeno sólidos, líquidos y gaseosos; energía nuclear; así como respecto del aprovechamiento de los bienes y recursos naturales que se requieran para generar, conducir, transformar, distribuir y abastecer energía eléctrica que tenga por objeto la prestación de servicio público.
- Conducir la actividad de las entidades paraestatales cuyo objeto esté relacionado con la explotación y transformación de los hidrocarburos y la generación de energía eléctrica y nuclear, con apego a la legislación en materia ecológica.
- Participar en foros internacionales respecto de las materias competencia de la Secretaría, con la intervención que corresponda a la Secretaría de Relaciones Exteriores, y proponer a ésta la celebración de convenios y tratados internacionales en tales materias.
- Promover la participación de los particulares, en los términos de las disposiciones aplicables, en la generación y aprovechamiento de energía, con apego a la legislación en materia ecológica.
- Llevar a cabo la planificación energética a mediano y largo plazos, así como fijar las directrices económicas y sociales para el sector energético paraestatal.
- Otorgar concesiones, autorizaciones y permisos en materia energética, conforme a las disposiciones aplicables.
- Realizar y promover estudios e investigaciones sobre ahorro de energía, estructuras, costos, proyectos, mercados, precios y tarifas, activos, procedimientos, reglas, normas y demás aspectos relacionados con el sector energético, y proponer, en su caso, las acciones conducentes
- Regular y en su caso, expedir normas oficiales mexicanas sobre producción, comercialización, compraventa, condiciones de calidad, suministro de energía y demás aspectos que promuevan la modernización, eficiencia y desarrollo del sector, así como controlar y vigilar su debido cumplimiento.
- Regular y en su caso, expedir normas oficiales mexicanas en materia de seguridad nuclear y salvaguardas, incluyendo lo relativo al uso, producción, explotación, aprovechamiento, transportación, enajenación, importación y exportación de materiales radiactivos, así como controlar y vigilar su debido cumplimiento.
- Llevar el catastro petrolero.

## Organigrama
Para llevar a  dichas funciones la Secretaría de Energía cuenta con las siguientes unidades:
- Secretaria
  - Subsecretaría
    - Unidad de Asuntos Jurídicos.
    - Dirección General Consultiva
    - Dirección General de Vinculación Interinstitucional
    - Dirección General de Asuntos Internacionales
    - Dirección General de Comunicación Social
    - Dirección General de Coordinación
    - Dirección General de Relación con Inversionistas y Promoción
    - Dirección General de Impacto Social y Ocupación Superficial

  - Subsecretaría de Hidrocarburos
    - Unidad de Políticas de Exploración y Extracción de Hidrocarburos
      - Dirección General de Exploración y Extracción de Hidrocarburos
      - Dirección General de Contratos Petroleros

    - Unidad de Políticas de Transformación Industrial
      - Dirección General de Gas Natural y Petroquímicos
      - Dirección General de Petrolíferos
      - Dirección General de Normatividad en Hidrocarburos

  - Subsecretaría de Electricidad
    - Unidad del Sistema Eléctrico Nacional y Política Nuclear
      - Dirección General de Reestructuración y Supervisión de Empresas y Organismos del Estado en el Sector Eléctrico
      - Dirección General de Seguimiento y Coordinación de la Industria Eléctrica
      - Dirección General de Distribución y Comercialización de Energía Eléctrica y Vinculación Social
      - Dirección General de Generación y Transmisión Energía Eléctrica
      - Dirección General de Análisis y Vigilancia del Mercado Eléctrico

  - Subsecretaría de Planificación Energética y Desarrollo Tecnológico
    - Dirección General de Planeación e Información Energéticas
    - Dirección General de Energías Limpias
    - Dirección General de Eficiencia y Sustentabilidad Energética
    - Dirección General de Investigación, Desarrollo Tecnológico y Formación de Recursos Humanos

  - Oficialía Mayor
    - Dirección de Programación y presupuesto
    - Dirección General de Impacto Social y Ocupación Superficial
    - Unidad de Informática y Telecomunicaciones
    - Dirección General de Recursos Humanos, Innovación y Servicios

### Órganos dependientes, desconcentrados y entidades
| Tipo                              | Organismo                                                     |
| --------------------------------- | ------------------------------------------------------------- |
| Organismos desconcentrados        | Comisión Nacional de Seguridad Nuclear y Salvaguardias        |
| Organismos desconcentrados        | Comisión Nacional para el Uso Eficiente de la Energía         |
| Organismos desconcentrados        | Comisión Nacional de Energía                                  |
| Organismos descentralizados       | Centro Nacional de Control de Energía                         |
| Organismos descentralizados       | Centro Nacional de Control del Gas Natural                    |
| Organismos descentralizados       | Instituto Nacional de Investigaciones Nucleares               |
| Organismos descentralizados       | Instituto Nacional de Electricidad y Energías Limpias (INEEL) |
| Organismos descentralizados       | Instituto Mexicano del Petróleo                               |
| Participación estatal mayoritaria | Compañía Mexicana de Exploraciones                            |

## Lista de Secretarios de Energía de México

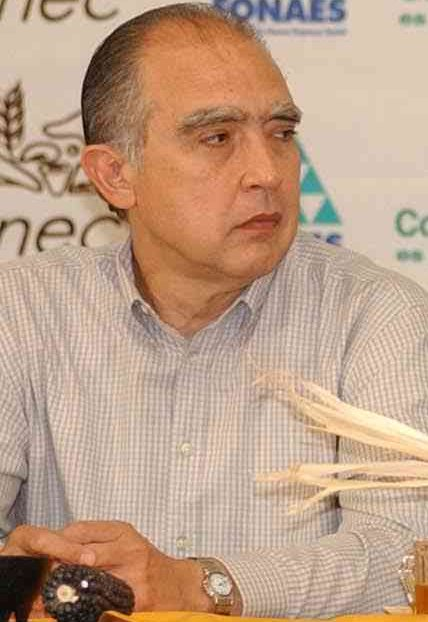
Fernando Canales, 2005-2006

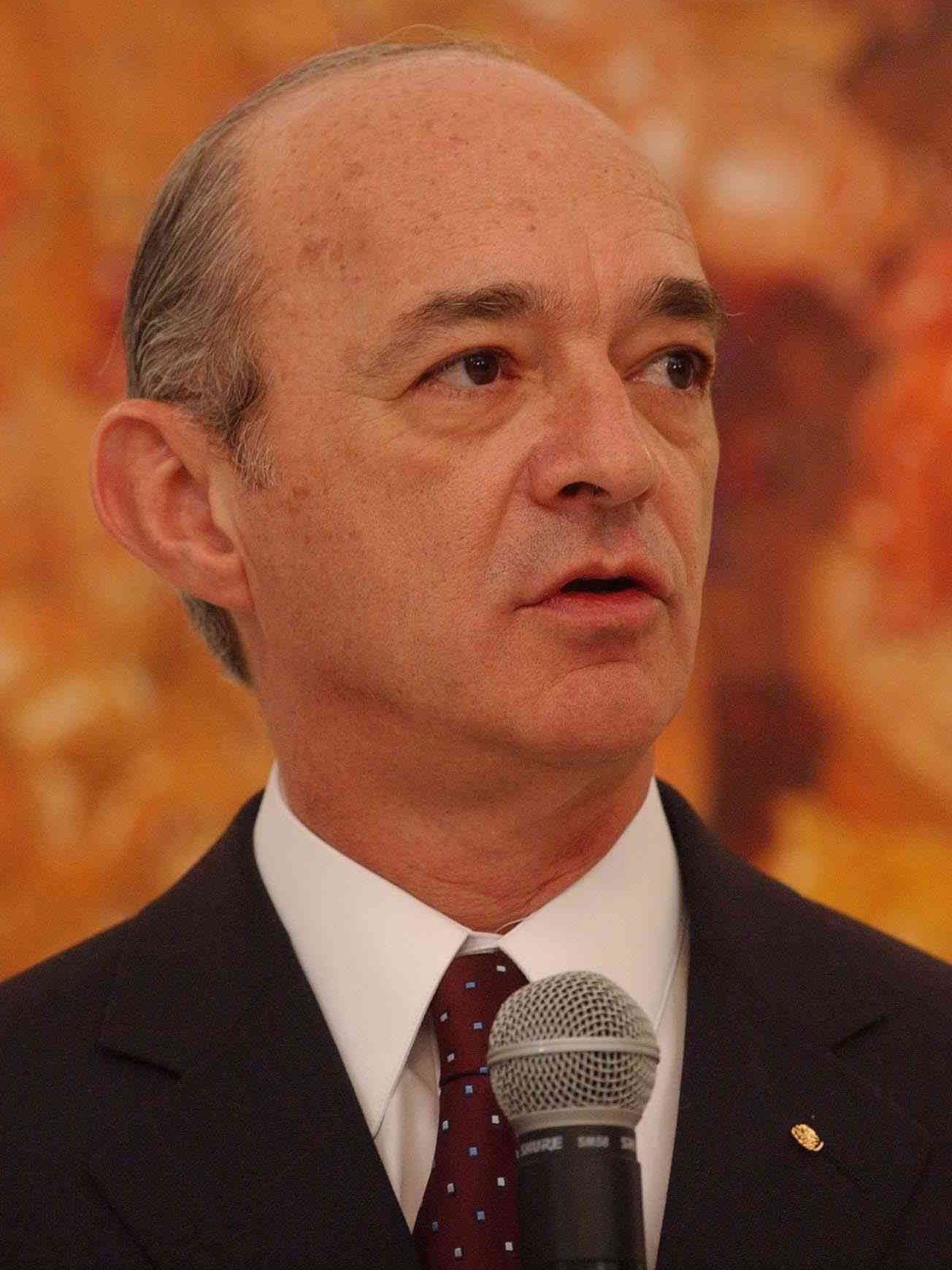
Fernando Elizondo Barragan, 2004-2005

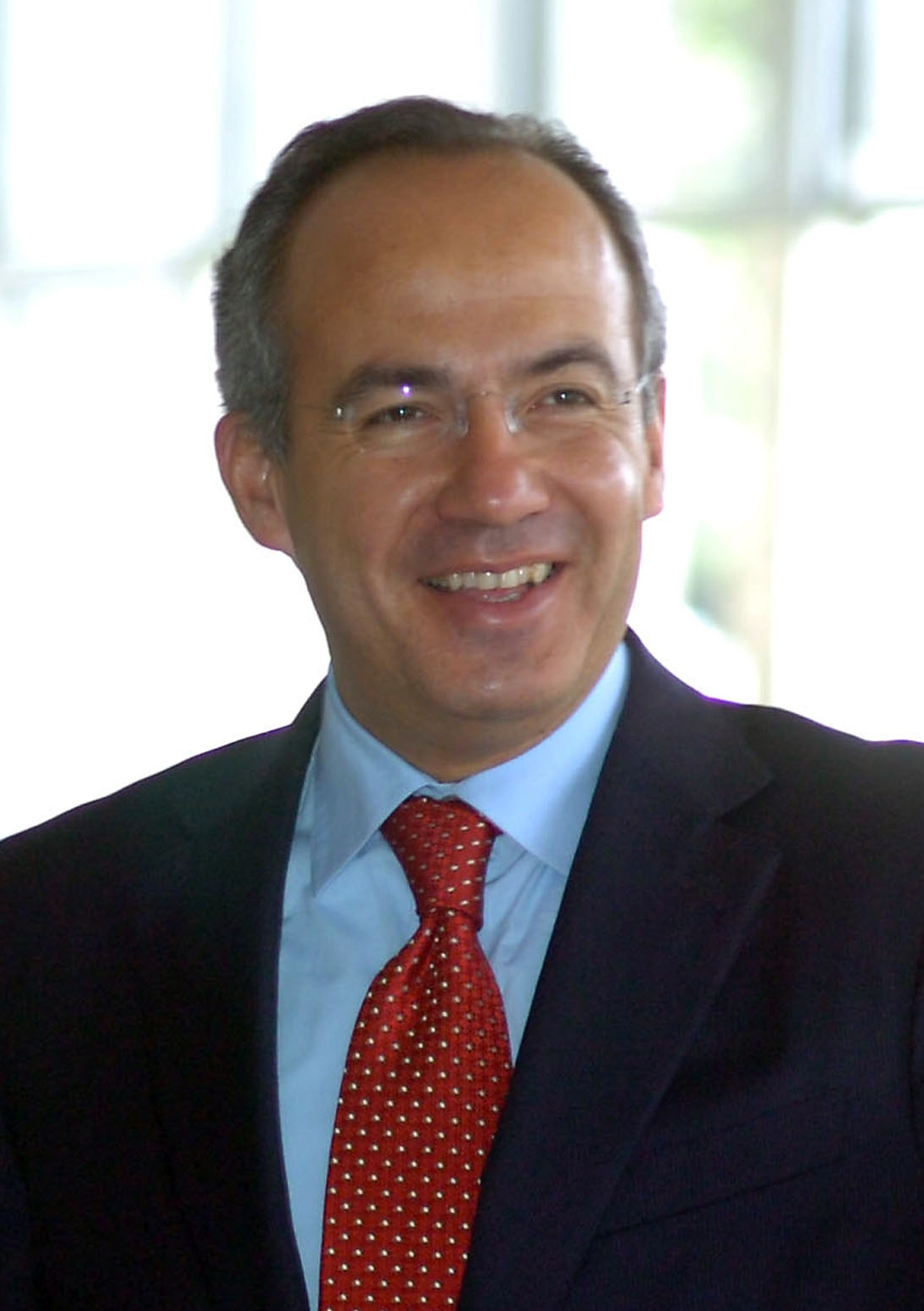
Felipe Calderón Hinojosa, 2003-2004

### Secretaría de Bienes Nacionales e Inspección Administrativa
- Gobierno de Miguel Alemán Valdés (1946-1952)
  - (1946 - 1949): Alfonso Caso Andrade
  - (1949 - 1951): Hugo Rangel Couto
  - (1951 - 1952): Ángel Carvajal Bernal

- Gobierno de Adolfo Ruiz Cortines (1952-1958)
  - (1952 - 1958): José López Lira

### Secretaría del Patrimonio Nacional
- Gobierno de Adolfo López Mateos (1958-1964)
  - (1958 - 1964): Eduardo Bustamante

- Gobierno de Gustavo Díaz Ordaz (1964-1970)
  - (1964 - 1966): Alfonso Corona del Rosal
  - (1966 - 1970): Manuel Franco López

- Gobierno de Luis Echeverría Álvarez (1970-1976)
  - (1970 - 1975): Horacio Flores de la Peña
  - (1975 - 1976): Francisco Javier Alejo

### Secretaría de Patrimonio y Fomento Industrial
- Gobierno de José López Portillo (1976-1982)
  - (1976 - 1982): José Andrés de Oteyza

### Secretaría de Energía, Minas e Industria Paraestatal
- Gobierno de Miguel de la Madrid (1982-1988)
  - (1982 - 1986): Francisco Labastida Ochoa
  - (1986 - 1988): Alfredo del Mazo González
  - (1988): Fernando Hiriart Balderrama

- Gobierno de Carlos Salinas de Gortari (1988-1994)
  - (1988 - 1993): Fernando Hiriart Balderrama
  - (1993 - 1994): Emilio Lozoya Thalmann

### Secretaría de Energía
- Gobierno de Ernesto Zedillo (1994-2000)
  - (1994 - 1995): Ignacio Pichardo Pagaza
  - (1995 - 1997): Jesús Reyes-Heroles González-Garza
  - (1997 - 2000): Luis Téllez

- Gobierno de Vicente Fox (2000-2006)
  - (2000 - 2003): Ernesto Martens
  - (2003 - 2004): Felipe Calderón
  - (2004 - 2005): Fernando Elizondo Barragán
  - (2005 - 2006): Fernando Canales Clariond

- Gobierno de Felipe Calderón (2006-2012)
  - (2006 - 2011): Georgina Kessel Martínez
  - (2011): José Antonio Meade Kuribreña
  - (2011 - 2012): Jordy Herrera Flores

- Gobierno de Enrique Peña Nieto (2012-2018)
  - (2012 - 2018): Pedro Joaquín Coldwell

- Gobierno de Andrés Manuel López Obrador (2018-2024)
  - (2018 - 2023): Rocío Nahle
  - (2023 - 2024): Miguel Ángel Maciel Torres

- Gobierno de Claudia Sheinbaum (2024-2030)
  - (2024 - actual): Luz Elena González Escobar